# Никитин, Михаил Егорович
Михаи́л Его́рович Ники́тин (29 сентября 1918, Одерихино, Московская область — 5 августа 1995, Москва) — участник Великой Отечественной войны, командир эскадрильи 131-го гвардейского штурмового авиационного полка 7-й гвардейской штурмовой авиационной дивизии 3-го гвардейского штурмового авиационного корпуса 5-й воздушной армии 2-го Украинского фронта. Полковник. Герой Советского Союза.

## Биография
Родился 29 сентября 1918 года в деревне Одерихино (ныне — Собинского района Владимирской области) в семье рабочего. В начале 1930-х годов семья переехала в город Владимир. Начальную школу окончил в 1930 году, неполную среднюю школу во Владимире в 1934 году. Учился во Владимирском химическом техникуме, который окончил в 1939 году. Работал на химическом заводе во Владимире начальником смены. Учился во Владимирском аэроклубе. В 1940 году призван в РККА. В 1941 году окончил Кировабадскую военно-авиационную школу пилотов.

### Во время войны
В боях Великой Отечественной войны — с 29 июня 1942 года. Член ВКП (б) с 1943 года. Прошёл за войну путь от лётчика до командира эскадрильи. Водил на боевое задание группы до 15-ти самолётов. В сентябре 1944 года назначен командиром эскадрильи.
Командир 3-й эскадрильи 131-го гвардейского штурмового авиационного полка (7-я гвардейская штурмовая авиационная дивизия, 3-й гвардейский штурмовой авиационный корпус, 5-я Воздушная армия, 2-й Украинский фронт) гвардии капитан Никитин к маю 1945 совершил 171 боевой вылет на разведку и штурмовку вражеских укреплений, скоплений войск противника.
За героизм, отвагу и мужество, проявленные при выполнении заданий командования, за лично совершённые 108 успешных боевых вылетов, из них ведущим — 61, за лично уничтоженные: 1 самолёт, 23 танка, 56 автомашин, 2 паровозов, 13 железнодорожных вагонов, 6 складов с боеприпасами, 84 повозки с грузом, до батальона пехоты, доты и дзоты гвардии старшему лейтенанту Никитину указом Президиума Верховного Совета СССР 15 мая 1946 года присвоено звание Героя Советского Союза.
Принимал участие в операциях и битвах:
- Великолукская операция с 24 ноября 1942 года по 20 января 1943 года;
- Ржевско-Вяземская операция с 2 марта 1943 года по 31 марта 1943 года;
- Орловская стратегическая наступательная операция с 12 июля 1943 года по 18 августа 1943 года;
- Смоленско-Рославльская операция с 15 сентября 1943 года по 2 октября 1943 года;
- Ясско-Кишиневская операция с 20 августа 1944 года по 29 августа 1944 года;
- Клужская операция;
- Дебреценская операция с 6 октября 1944 года по 27 октября 1944 года;
- Сольнокская операция;
- Будапештская операция.

Как командир эскадрильи выполнил в качестве ведущего групп 73 успешных боевых вылета, из них 26 после представления к званию Героя Советского Союза. Получил два ранения:
- лёгкое — 05.07.1942 года, Брянский фронт[2]
- тяжёлое — 23.02.1942 года, Волховский фронт[2].

### Эпизоды боёв

#### В августе 1943 года
19 августа 1943 года при выполнении боевого задания Никитин попал под сильный огонь зенитной артиллерии противника. Самолёт был подбит. На Никитина набросилось сразу 4 истребителя противника. Несмотря на потерю управления самолётом, Никитин сумел выполнить задание — сбросил бомбы на цель, и при полном отказе двигателя выполнил аварийную посадку, перетянув за линию фронта в 400 метрах от линии переднего края обороны на своей территории.

### После войны
После войны продолжал службу в ВВС. В 1951 гвардии майор Никитин окончил Военно-воздушную академию, в 1960 — Военную академию Генштаба. С 1975 полковник Никитин — в запасе. Жил в Москве. Работал в научно-исследовательском институте.
Скончался 5 августа 1995 года.

## Награды
| - Медаль «Золотая Звезда» Героя Советского Союза (№ 8993, 15.05.1946). - Орден Ленина. - Орден Красного Знамени (31.08.1943). - Орден Красного Знамени (14.01.1945). - Орден Красного Знамени (01.06.1945). - Орден Суворова 3 степени (27.04.1945). - Орден Александра Невского (25.04.1945). | - Орден Отечественной войны 1 степени (06.04.1985). - Орден Красной Звезды (23.03.1943). - Орден Красной Звезды. - Орден За службу Родине в Вооруженных Силах СССР 3-й степени. - Медаль «За оборону Ленинграда» (1943). - Медали. |

## Память
- Во Владимире на мемориале Героев установлена стела с барельефом Героя Советского Союза Никитина М. Е.